# Vista del Capitolio, Roma (Louis de Caullery)
Vista del Capitolio es un óleo sobre tela realizado por el flamenco Louis de Caullery. La fecha de creación de esta obra es incierta ya que no se cuenta con un registro de cuando fue pintada, pero se cree que esta pieza fue elaborada después del año de 1602, pues para esa fecha ya era un artista reconocido y podía realizar viajes a la Península itálica.

## Descripción de la obra
En esta pintura se muestra un paisaje en el que destaca la precisión geométrica con la que retrata la arquitectura de la Plaza del Campidoglio, la cual se encuentra sobre la Colina Capitolina en Roma, y que fue proyectada por el artista renacentista Miguel Ángel, como un encargo del Papa Pablo III. La perspectiva que ofrece la pintura es desde el Palazzo Senatorio, pudiéndose observar el Palacio de los Conservadores del lado izquierdo, y el Palacio Nuevo a la derecha. Frente al Palazzo Senatorio se puede observar de espaldas la estatua ecuestre de Marco Aurelio. También el artista presenta una vista lejana de la Basílica de San Pedro, lo cual remarca el espacio central que Miguel Ángel diseñó para reorientar la vista de la Plaza hacia el centro político y religioso de Roma, dejándose de lado las ruinas del antiguo Foro romano.
En esta obra también se puede observar en la plaza un poco de la vida cotidiana y de las distintas personas que ahí convivieron, pues se plasmaron a distintos personajes usando diferentes vestimentas que dan pista de las clases a las que pertenecieron, ya fuese galas cortesanas o un humilde vestido, así como un poco del recato evangélico de la época.
En cuanto al aspecto técnico de la obra, es posible observar la división lumínica con la que cuenta el cielo sobre la plaza romana, la cual fue usada en repetidas ocasiones por el pintor flamenco. Para dar un mayor énfasis en esta parte, también cuenta con tonalidades en gamas pálidas y frías sobre los edificios.